# Benelli M4
Benelli M4 Super 90 — гладкоствольна напівавтоматична магазинна самозарядна рушниця, розроблена італійською компанією Benelli Armi SPA.

## Опис
Автоматика рушниці Benelli M4 Super 90 працює за технологією відведення порохових газів з каналу ствола у два симетрично розташовані під стволом газові циліндри.
В серпні 2024 року була представлена модель M4 Advanced Impact (A.I.) Drone Guardian призначена для боротьби з легкими дронами на малих відстанях (максимальна відстань — до 100 м, ефективна — до 50 м). Від базової моделі відрізняється вибором чока, який разом з дробовими набоями #4 (діаметр шрота 6,1 мм) забезпечує малий конус розсіяння дробу. Також в комплекті йдуть прицільні пристрої на основі діоптерного візиру та коліматорного прицілу MPS виробництва Steiner. Рушниця представлена у двох варіантах: зі стволом 18,5 дюймів та 26 дюймів завдовжки.

## Аксесуари
Для рушниць Benelli M4 випускаються аксесуари та додаткове обладнання:
- Тактичні ліхтарі (в тому числі, інтегровані в цівку);
- Розкладні та телескопічні приклади — наприклад, Speedfeed IV Tactical Stock[3];
- Тактичні ремені та ін.

## На озброєнні
- Австралія[4]
- Бразилія: Використовується у бразильській армії.
- Хорватія: Використовується спеціальною поліцією Хорватії.[5][6]
- Грузія: Використовується Департаментом безпеки та оперативного управління Грузії (спецприз МВС).
- Греція: Використовується спецпризом.
- Італія: Використовується спецпризом.
- Ірак: Використовується спецпризом.
- Ірландія: Використовується спецпризом та деякими поліцейськими підрозділами.
- Ізраїль: Використовується спецпризом.
- Лівія: Замовлено 1800 екземплярів до революції. Використовується спецпризом.[7]
- Литва: Використовується спецпризом.
- Малайзія[8]
- Мальта
- Молдова: Використовується у внутрішніх військах, замовлені в 2013 році.
- Філіппіни: Використовується поліцією спеціального реагування.
- Словаччина: Використовується спеціальним підрозділ оборони.
- Словенія: Використовується спецпризом.
- Велика Британія: Використовується Збройні сили Великої Британії під лейблом L128A1.[9]
- Південна Корея
- США:
  - Використовується збройними силами Сполучених Штатів під лейблом M1014.[10]
  - Використовується Депортаментом поліції Лос-Анджелеса.[11]